# Intel Core i5 (Nehalem)
Core i5 es una marca utilizada por Intel para varios microprocesadores, los primeros se introdujeron a finales de 2009. Se coloca entre los básicos  Core i3 y Core 2 y los de gama alta  Core i7 y Xeon.

## Cores
| Nombre en clave (artículo principal) | Modelo        | Núcleos | Caché nivel 3 | Zócalo   | TDP     | Bus E/S                                |
| ------------------------------------ | ------------- | ------- | ------------- | -------- | ------- | -------------------------------------- |
| Lynnfield                            | Core i5-7xx   | 4       | 8 MiB         | LGA 1156 | 95 W    | Direct Media Interface                 |
| Lynnfield                            | Core i5-7xxS  | 4       | 8 MiB         | LGA 1156 | 82 W    | Direct Media Interface                 |
| Clarkdale                            | Core i5-6xx   | 2       | 4 MiB         | LGA 1156 | 73-87 W | Direct Media Interface, Integrated GPU |
| Arrandale                            | Core i5-4xxM  | 2       | 3 MiB         | µPGA-989 | 35 W    | Direct Media Interface, Integrated GPU |
| Arrandale                            | Core i5-5xxM  | 2       | 3 MiB         | µPGA-989 | 35 W    | Direct Media Interface, Integrated GPU |
| Arrandale                            | Core i5-5xxUM | 2       | 3 MiB         | µPGA-989 | 18 W    | Direct Media Interface, Integrated GPU |

El 8 de septiembre de 2009, Intel lanzó el primer procesador Core i5: El Core i5 750, que es un procesador de 2,66 GHz Lynnfield cuádruple núcleo con tecnología Hyper-Threading desactivada. Los Core i5 Lynnfield  tienen una caché L3 de 8 MiB, un bus DMI funcionando a 2,5 GT/S y soporte para memoria en doble canal DDR3-800/1066/1333. Los mismos procesadores con diferentes conjuntos de características (frecuencias de reloj de la tecnología Hyper-Threading y otras) activadas se venden como Core i7 8xx y Xeon 3400, que no debe confundirse con la de gama alta  series Core i7-9xx y Xeon 3500 que son los procesadores basados en Bloomfield.
Los procesadores Core i5-5xxx móviles se denominan Arrandale y están basados en los Westmere  de 32 nm, versión reducida de la microarquitectura Nehalem. Los procesadores Arrandale tienen capacidad de gráficos integrados, pero solo dos núcleos de procesador. Fueron puestos en el mercado en enero de 2010, junto con los Core i7-6xx y Core i3-3xx basados en el mismo chip.
La caché L3 en Core i5-5xx se reduce a 3 MiB, mientras que el Core i5-6xx utiliza el caché completo y el Core i3 3xx no soporta la tecnología Turbo Boost. Clarkdale, la versión de escritorio de Arrandale, se vende como Core i5-6xx, junto con los Core i3 y Pentium relacionados. Cuenta con la tecnología Hyper-Threading habilitada y los 4 MiB completos de caché L3.
- Datos: Q1044821
- Multimedia: Intel Core 5 / Q1044821